# 恩里克·培尼亚·涅托
恩里克·培尼亚·涅托（西班牙語：Enrique Peña Nieto，發音：[enˈrike ˈpeɲa ˈnjeto] ⓘ；1966年7月20日—），墨西哥政治人物、律師，暱称為「EPN」。2005年到2011年担任墨西哥州州长。2012年12月至2018年11月間担任墨西哥总统一职。他被视为墨西哥历史上受争议且不受欢迎的总统之一。

## 政治生涯
恩里克·潘尼亞·尼托生于墨西哥州的阿特拉科穆尔科。他父亲希尔韦托·恩里克·培尼亚·德尔马索（Gilberto Enrique Peña del Mazo）在墨西哥聯邦電力監察委員會工作，母亲玛丽亚·德尔佩尔佩图奥·索科罗·奥费利娅·涅托·桑切斯（María del Perpetuo Socorro Ofelia Nieto Sánchez）是一位教师。尼托擁有墨西哥泛美大学法律学士和蒙特雷科技大学企业管理硕士学位；此外，他表示自己在中学时代就开始掌握了一些政治经验。
尼托于1984年加入革命制度党开始政治生涯。1993年至1998年，担任墨西哥州经济发展部长特别秘书；2000年至2002年任墨西哥州行政部长，并在该州多个政府参事机构中任负责人；2005年至2011年担任墨西哥州州长。

### 2012年墨西哥总统选举

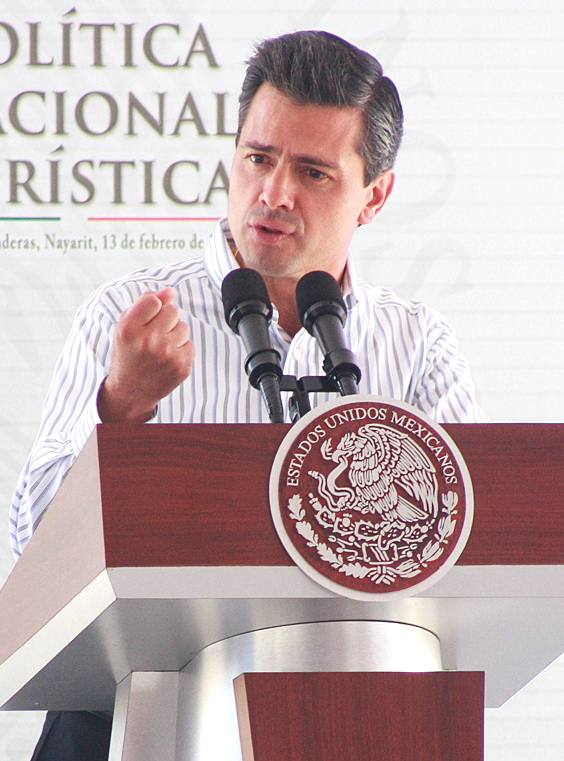
2013年2月13日正在发表演讲的涅托

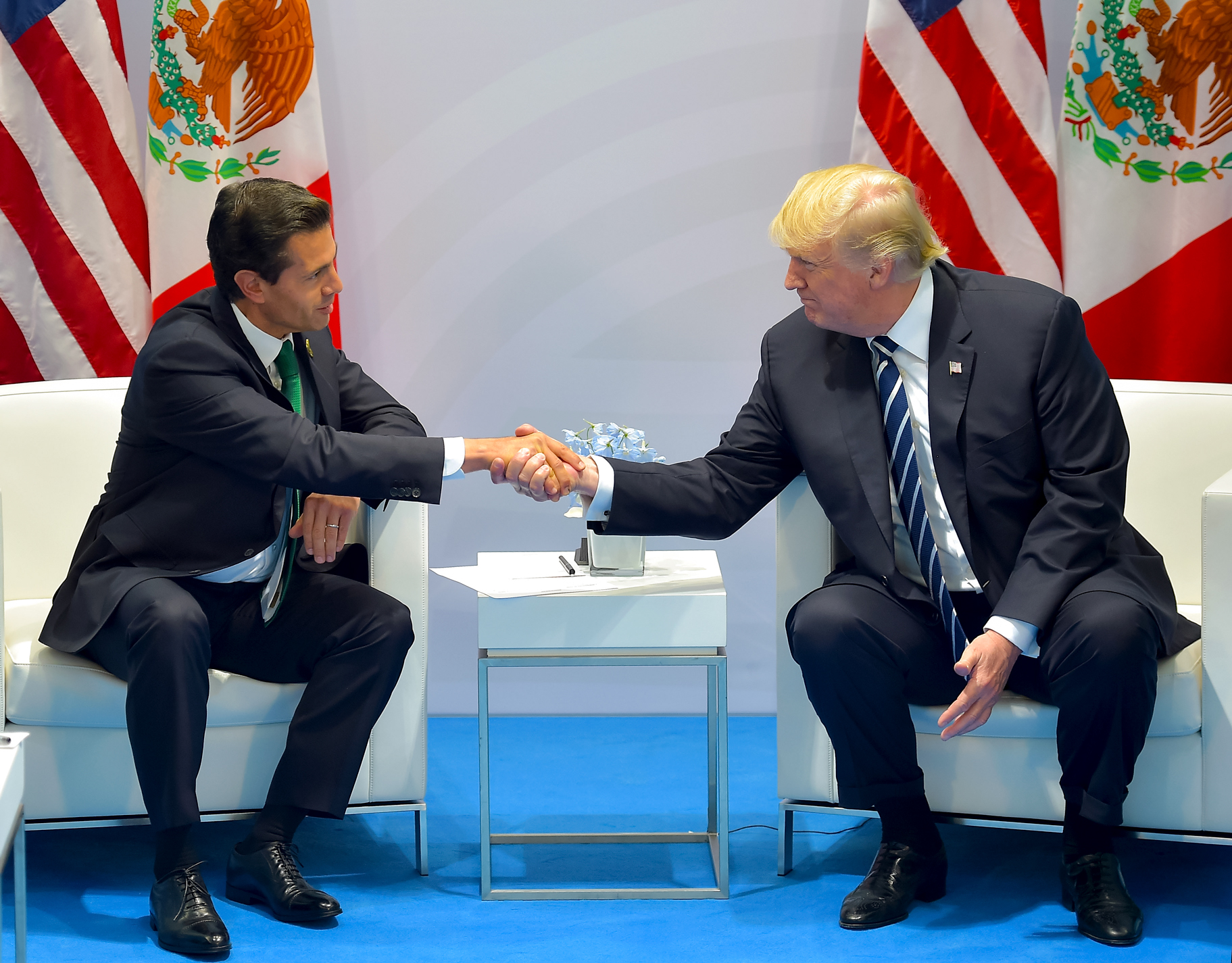
2017年7月7日涅托在2017年二十国集团汉堡峰会与美国总统唐纳德·特朗普会面

2012年，他代表由反對黨革命制度党和绿色生态党组成的竞选联盟参加总统选举。他的竞选纲领以“变革”为核心内容——要向外国开放墨西哥国家石油公司垄断的石油业，增加税收并改革劳动力市场，加上他年轻俊朗的形象，使他的民意支持度一直领先于其他三位总统候选人。最终以38.21%的得票率赢得总统选举，第二次和平實現政黨輪替。专业人士分析称，涉毒暴力和社会不平等将是涅托上台后面临的两大难题。

## 私人生活

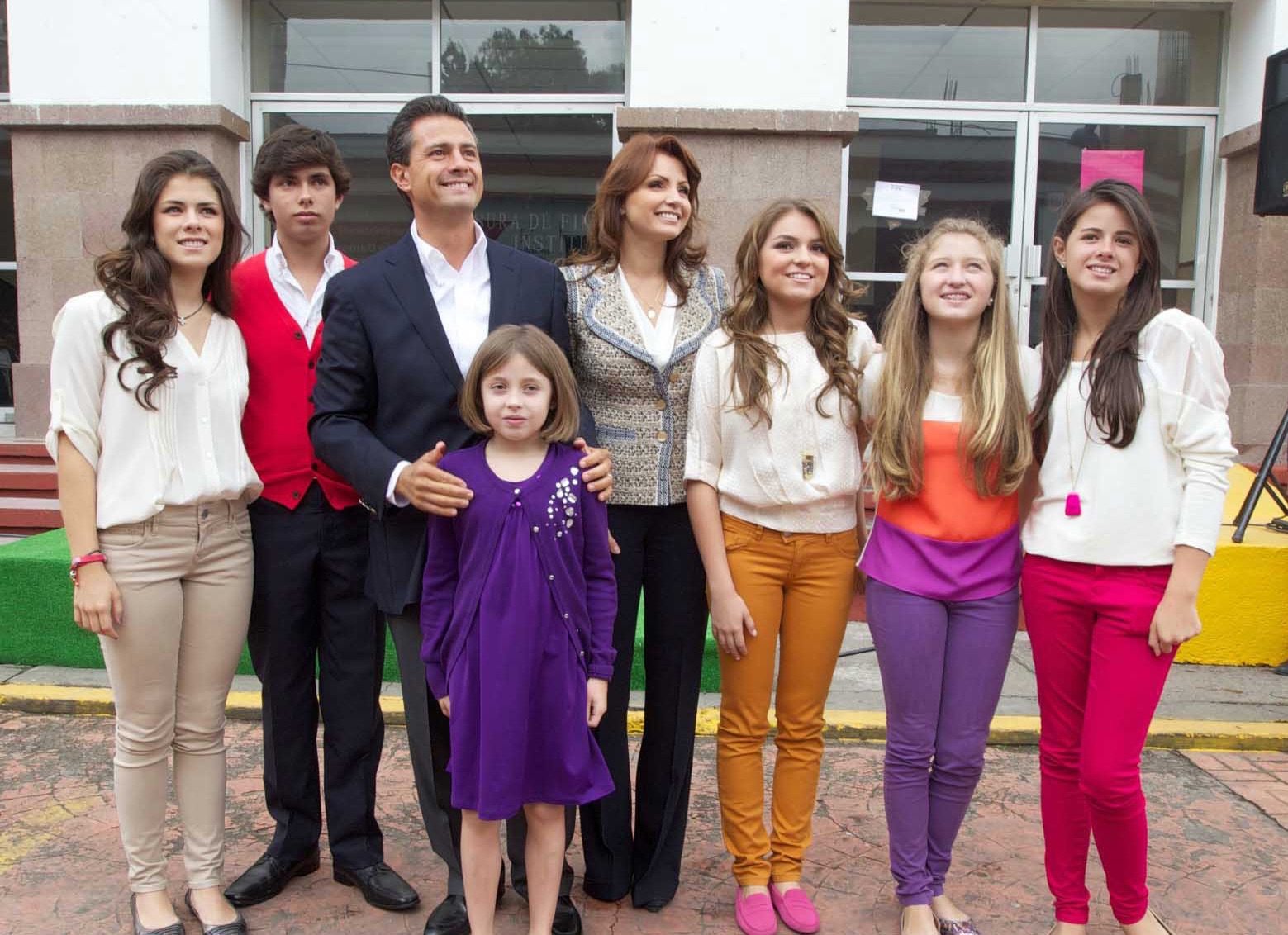
培尼亚·涅托与家人的合照，摄于阿特拉科穆爾科，2012年选举日。

1993年，他与第一任妻子莫妮卡·普雷特利尼（Mónica Pretelini）结婚，两人生育了三个子女：保利娜（Paulina）、亞歷杭德羅（Alejandro）和妮科爾（Nicole）。普雷特利尼于2007年1月11日因病去世。2008年，他在电视上宣布他与电视剧女演员安洁丽卡·里维拉恋爱，两人于2010年11月27日在托卢卡结婚，里维拉在2019年2月8日宣布他们已离婚。
2005年，他还与玛丽察·迪亚斯·埃尔南德斯（Maritza Diaz Hernandez）生育了一个婚外子。他说他关心这个儿子的物质生活需要，不过很少与儿子联系。此外，他还与另外一个女人有一个幼小的儿子，不过在婴儿时就已去世了。

## 荣誉

### 外国勋章奖章
- 巴斯爵级大十字勋章（英国，2015年3月[13]）
- 芬兰白玫瑰大十字勋章附颈饰（芬兰，2015年[14]）
- 大象勋章（丹麦，2016年4月13日[15]）